# Günther Steiner
Günther Steiner (Merano, 1965. április 7. –) olasz üzletember, aki a Haas Formula–1-es csapatának a volt csapatfőnöke (2023-ig).

## Pályafutása
A ralin keresztül kezdte ismerkedését az autósportok világával. 1986-ban szerelőként csatlakozott a Mazda csapatához, ahol a rali-világbajnokság A-kategóriájában 1988-ban az negyedik helyig jutó Mazda 323-as autóján dolgozott. 1989-ben az olasz Top Run Srl-hez került, ahol privát résztvevők versenyeztetéséért felelt különböző kategóriákban, majd 1991-ben a milánói Jolly Club Spa-csapatnál folytatta, ahol 1994-ben már technikai igazgató volt.
Hamar kiderült, hogy a szervezés és irányítás az ő terepe. Egy rövid 1997-es európai ralibajnokságban a Prodrive-nál tett kitérőt követően Steiner csatlakozott az M-Sporthoz, amely csapatot a Ford 1998-ban azzal bízta meg, hogy fejlessze ki a Ford Focus WRC-autóját. Az olasz újjászervezte csapatát, bővítette gyárukat, új embereket igazolt, s 1999-re elkészült az új autó, mellyel Colin McRae már az év harmadik versenyén nyerni tudott Kenyában, majd Portugáliában ismételt. Első évükben a gyártók bajnokságának 4. helyén zártak, majd jött két ezüstérem. 2001-ben McRae mindössze két ponttal maradt le az egyéni bajnoki címről a subarus Richard Burns mögött.
2001-ben a Formula–1-es Jaguar-csapat vezetését átvevő Niki Lauda úgy ítélte meg Steiner alkalmas lenne a bukdácsoló istálló újjászervezésére, ezért technikai igazgatónak szerződtette őt. Lauda és Steiner igyekeztek átszervezni, működőképesebbé, költséghatékonyabbá tenni a Milton Keynes-i csapatot, ám az elmaradó sikerek miatt végül mindkettőjüket félreállították. Steiner 2003-ban az Opelhez került, de 2005-ben jött az újabb Formula–1-es lehetőség, a Jaguarból időközben Red Bull lett, az osztrákok pedig technikai műveleti igazgatóként alkalmazták őt. Minden technikai kérdésért ő felelt, ő irányította a gyár személyzetét, s gazdálkodott a rendelkezésre álló költségvetéssel, miközben az újjászervezés során lerakta a később négy bajnoki címig jutó istálló alapjait.
2006-ban aztán ismét kategóriát váltott, maradt ugyan a Red Bull kötelékében, de már a márka Toyotával közös NASCAR-projektjéért felelt, miközben székhelyét az észak-karolinai Mooresville-be tette át. Steiner gyakorlatilag a semmiből épített föl egy csapatot, majd 2008-ban távozott a Red Bulltól, s megalapította saját kompozitgyártó cégét, a FibreWorkst, mely szénszálas anyagok tervezésével és gyártásával foglalkozik, s mely révén továbbra is az autósport, valamint a NASCAR közelében maradt.
2009-ben úgy tervezte, cégén keresztül ő is részt vesz a USF1 projektjében, s ezzel visszatér a Formula–1-be, ám miután pénzproblémák miatt végül nem lett semmi az amerikai Formula–1-es csapatból, várnia kellett. Gene Haasszal már jóval nevezésük 2014-es elfogadása előtt egyeztetett a Formula–1-es szerepvállalás lehetőségéről, korábbi Formula–1-es kapcsolatai révén alaposan előkészítette a projektet, melynek aztán a fő mozgatórugója lett. Gene Haas hivatalosan 2014-ben nevezte ki csapatfőnöknek, ő volt az istálló első alkalmazottja, azóta pedig közel 200-an lettek, mely elsősorban az ő munkája eredménye.

## Könyve magyarul
- Surviving to drive. Egy év a Formula-1 poklában; ford. Zagorácz Dominika; G-Adam, Budapest, 2023